# Lijst van rijksmonumenten in Hellendoorn (gemeente)
De gemeente Hellendoorn telt 34 inschrijvingen in het rijksmonumentenregister. Hieronder een overzicht. 

## Daarle
De plaats Daarle telt 1 inschrijving in het rijksmonumentenregister.
| Object                      | Oorspronkelijke functie? | Bouwjaar | Architect | Locatie        | Coördinaten?                  | Nr.?   | Afbeelding                  |
| --------------------------- | ------------------------ | -------- | --------- | -------------- | ----------------------------- | ------ | --------------------------- |
| Orgel van de Hervormde kerk | Vanwege onderdelen kerk  | 1872     |           | Dalvoordeweg 2 | 52° 25' 55" NB, 6° 32' 22" OL | 513961 | Orgel van de Hervormde kerk |

## Eelen
De plaats Eelen telt 1 inschrijving in het rijksmonumentenregister.
| Object                           | Oorspronkelijke functie? | Bouwjaar | Architect | Locatie              | Coördinaten?                  | Nr.?  | Afbeelding        |
| -------------------------------- | ------------------------ | -------- | --------- | -------------------- | ----------------------------- | ----- | ----------------- |
| Oud Vels, alias 'Kniepenhuussie' | Boerderij                |          |           | Nieuwe Twentseweg 19 | 52° 24' 29" NB, 6° 27' 27" OL | 21406 | Meer afbeeldingen |

## Haarle
De plaats Haarle telt 3 inschrijvingen in het rijksmonumentenregister.
| Object                                                                          | Oorspronkelijke functie? | Bouwjaar  | Architect                             | Locatie                 | Coördinaten?                  | Nr.?   | Afbeelding        |
| ------------------------------------------------------------------------------- | ------------------------ | --------- | ------------------------------------- | ----------------------- | ----------------------------- | ------ | ----------------- |
| Huis "Sprengenberg", met 'Palthetoren'                                          | Buitenplaats             | 1898-1910 | Karel Muller, uitbreiding A. C. Capel | Sprengenbergerweg 1     | 52° 20' 35" NB, 6° 23' 8" OL  | 21407  | Meer afbeeldingen |
| Dienstwoning, alias 'Klein Sprengenberg'                                        | Dienstwoning             | 1910      |                                       | Sprengenbergerweg 3     | 52° 20' 37" NB, 6° 23' 11" OL | 512241 | Meer afbeeldingen |
| Vrijwel noord-zuid gerichte hoofd-as vormt de basis van de tuin rondom het huis | Tuin, park en plantsoen  | 1898-1910 |                                       | Sprengenbergerweg bij 1 | 52° 20' 37" NB, 6° 23' 30" OL | 512242 | Upload foto       |

## Hellendoorn
De plaats Hellendoorn telt 20 inschrijvingen in het rijksmonumentenregister. Zie Lijst van rijksmonumenten in Hellendoorn (plaats) voor een overzicht.

## Nijverdal
De plaats Nijverdal telt 5 inschrijvingen in het rijksmonumentenregister.
| Object                                                                     | Oorspronkelijke functie? | Bouwjaar  | Architect | Locatie            | Coördinaten?                  | Nr.?   | Afbeelding        |
| -------------------------------------------------------------------------- | ------------------------ | --------- | --------- | ------------------ | ----------------------------- | ------ | ----------------- |
| Fabriekshallen behorende tot het fabriekscomplex zijn in fasen opgetrokken | Industrie                | 1852-1927 |           | Hoge Dijkje 2      | 52° 21' 49" NB, 6° 28' 15" OL | 512237 | Meer afbeeldingen |
| Kantoor                                                                    | Handel en kantoor        | 1913      |           | Hoge Dijkje 2      | 52° 21' 49" NB, 6° 28' 15" OL | 512238 | Meer afbeeldingen |
| Machinekamer (links) met ketelhuis (rechts)                                | Industrie                | 1912      |           | Hoge Dijkje 4A     | 52° 21' 51" NB, 6° 28' 11" OL | 512239 | Meer afbeeldingen |
| Oude watertoren                                                            | Nutsbedrijf              | ca. 1915  |           | P. C. Stamstraat 2 | 52° 21' 23" NB, 6° 28' 34" OL | 512248 | Meer afbeeldingen |
| Fabrieksschoorsteen                                                        | Industrie                | ca. 1920  |           | Campbellweg 32     | 52° 22' 3" NB, 6° 28' 15" OL  | 512250 | Meer afbeeldingen |

Almelo ·
Borne ·
Dalfsen ·
Deventer ·
Dinkelland ·
Enschede ·
Haaksbergen ·
Hardenberg ·
Hellendoorn ·
Hengelo ·
Hof van Twente ·
Kampen ·
Losser ·
Oldenzaal ·
Olst-Wijhe ·
Ommen ·
Raalte ·
Rijssen-Holten ·
Staphorst ·
Steenwijkerland ·
Tubbergen ·
Twenterand ·
Wierden ·
Zwartewaterland ·
Zwolle